# Nicolò di Pietro

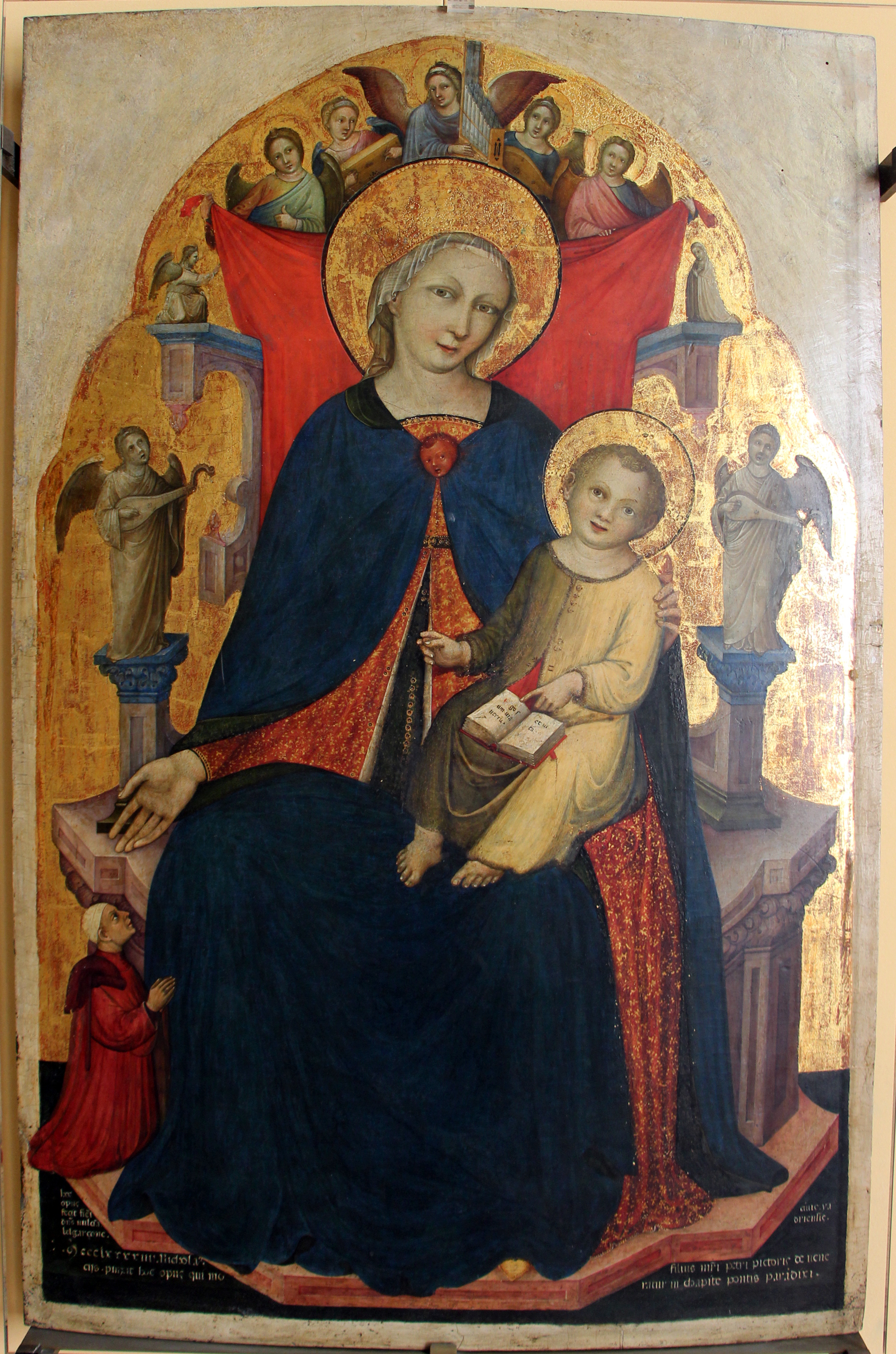
Nicolò di Pietro: Madonna mit Kind und Engeln und mit dem Stifter Vulciano Belgarzone (Madonna Belgarzone), 1394,
Accademia, Venedig

Nicolò di Pietro oder Nicolò Paradisi (auch Niccolò di Pietro Veneziano, Nicolaus Paradixi de Veneciis, Nicolaus pictor u. a.; nachgewiesen in Venedig zwischen 1394 und 1427) war ein italienischer Maler der Spätgotik aus der venezianischen Schule.

## Leben
In der Kunstgeschichte herrschte seit Beginn des 19. Jahrhunderts eine gewisse Verwirrung über Nicolò di Pietro, ausgelöst durch Giovan Maria Sasso, der ihn für identisch mit Nicoletto Semitecolo hielt. Er sollte auch nicht verwechselt werden mit dem toskanischen Maler Nicolò di Pietro Gerini (aktiv ab 1365–1415 ?).
Nicolò stammte aus einer Malerdynastie: sein Vater Pietro („Petrus Nicolai pictor de contrada Sancte Marine“) war ebenfalls Maler und ein Halbbruder des berühmten Lorenzo Veneziano. Darüber hinaus wird von einigen Autoren vermutet, dass Nicolò ein Schüler von Giovanni da Bologna war, aufgrund stilistischer Überlegungen und weil dieser in seinem Testament von 1389 einem „Nicolao suo disipulo“ eine kleine Erbschaft vermachte – ob es sich dabei um Nicolò di Pietro handelte, ist jedoch nicht sicher.
Nicolò übernahm die familiäre Werkstatt in Venedig in der Gemeinde Santa Marina an der Paradies-Brücke („chapite pontis paradixi“) und erhielt auch Aufträge von Orten auf dem italienischen Festland, unter anderem aus Verona und wahrscheinlich aus Mantua und Pesaro.

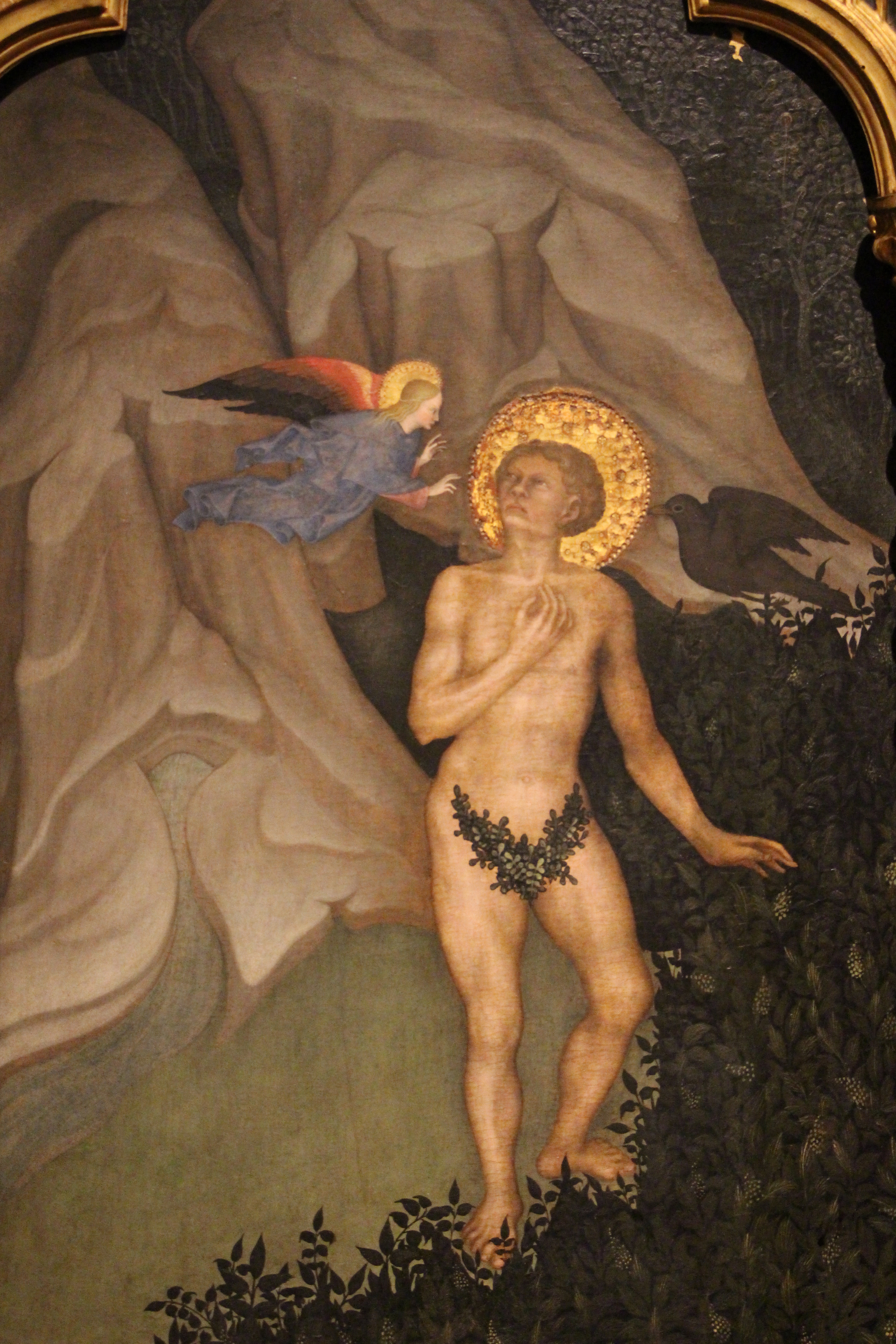
Versuchung des Hl. Benedikt in der Einöde von Subiaco (Detail), ca. 1415-20, Museo Poldi Pezzoli, Mailand

Sein erstes signiertes und datiertes Werk ist eine Madonna mit Kind und Stifter, die er 1394 im Auftrage von Vulciano Belgarzone für die Kirche San Platone in Zara malte (heute: Accademia, Venedig). Sie ist signiert mit „Nicolaus filius magistri Petri pictoris … qui moratur in chapite pontis paradixi“.
1404 schuf er gemeinsam mit dem Holzschnitzer Catarino di Andrea Moranzone ein Kruzifix für das Augustinerinnenkloster in Verucchio bei Forlì (heute: Gemeindekirche, Verrucchio). Am 12. Juni 1405 erscheint er („Nicolaus filius Petri pictoris“) als Zeuge in einem Testament der Margherita, Witwe von Bartolomeo Fustagnari.
Von dem Kaufmann Francesco Amadi aus Lucca erhielt Nicolò 1408 den Auftrag für ein Altarbild, das als Pendant eines Altares von Gentile da Fabriano gedacht war. Nicolòs Szenen aus der Legende des Hl. Benedikt für das Benediktinerkloster in Polirone bei Mantua sind von Gentile da Fabriano beeinflusst und befinden sich heute in diversen Museen (Uffizien, Florenz; Museo Poldi Pezzoli, Mailand).
Zwischen Juli 1414 und März 1416 schuf er ein heute verlorenes Prozessionsbild für die Scuola Grande della Misericordia und 1419 war er im Fondaco dei Tedeschi als Zeuge bei einem Akt der Confraternita dei „ligatori“ anwesend.
Zu seinen letzten Werken gehören die Fresken der Evangelisten in der Apsis von SS Maria e Donato in Murano und die Kartons für die Teppichserie zur Passion Christi für den Markusdom (Tesoro, San Marco).
Das genaue Todesdatum von Nicolò di Pietro ist nicht bekannt, aber man weiß, dass er vor 1427 starb. Er hatte mindestens zwei Kinder, einen Sohn Marco („paradixi filius quondam Nicolai pictoris“) und eine Tochter Antonia („filia de Nicholay militis pictoris“).
Zu seinen Schülern gehörten der Maestro della Madonna del Parto, der Maestro del Dossale Correr und wahrscheinlich Michele Giambono.

## Würdigung
Nicolò di Pietro gehört zu den wichtigsten und originellsten venezianischen Malern seiner Zeit. Sein Stil hat ein ganz eigenes, erkennbares Profil mit volkstümlich wirkenden Figuren, und er kann als Neuerer gelten. In seinem Werk verbindet er Einflüsse aus Venedig und vom italienischen Festland (Giovanni da Bologna) mit solchen der internationalen Gotik aus Böhmen und dem Rheinland. Ab etwa 1408 macht sich auch ein Einfluss durch Gentile da Fabriano bemerkbar.

## Galerie

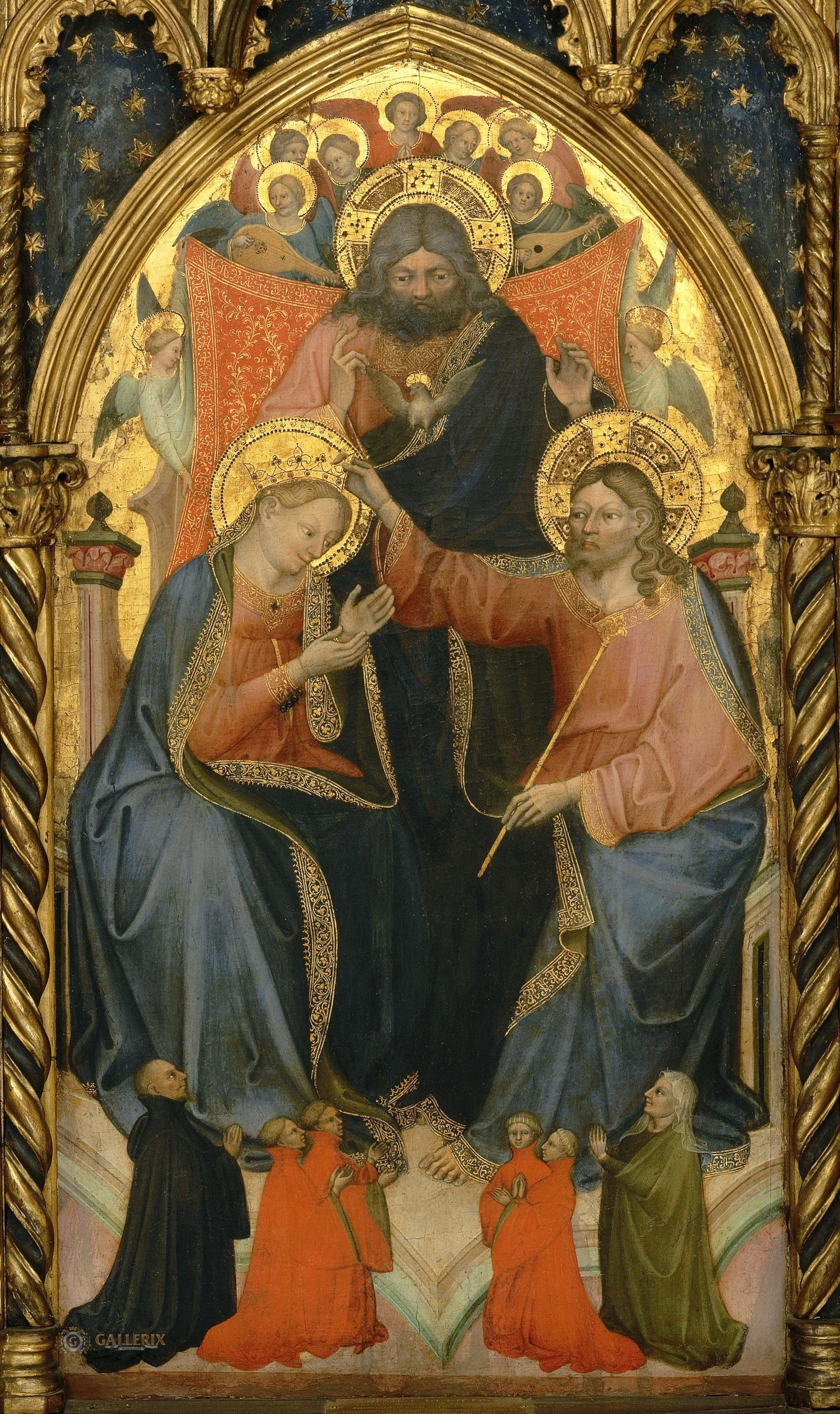
Marienkrönung, 100 × 54 cm, 1394–1405, Pinacoteca di Brera, Mailand
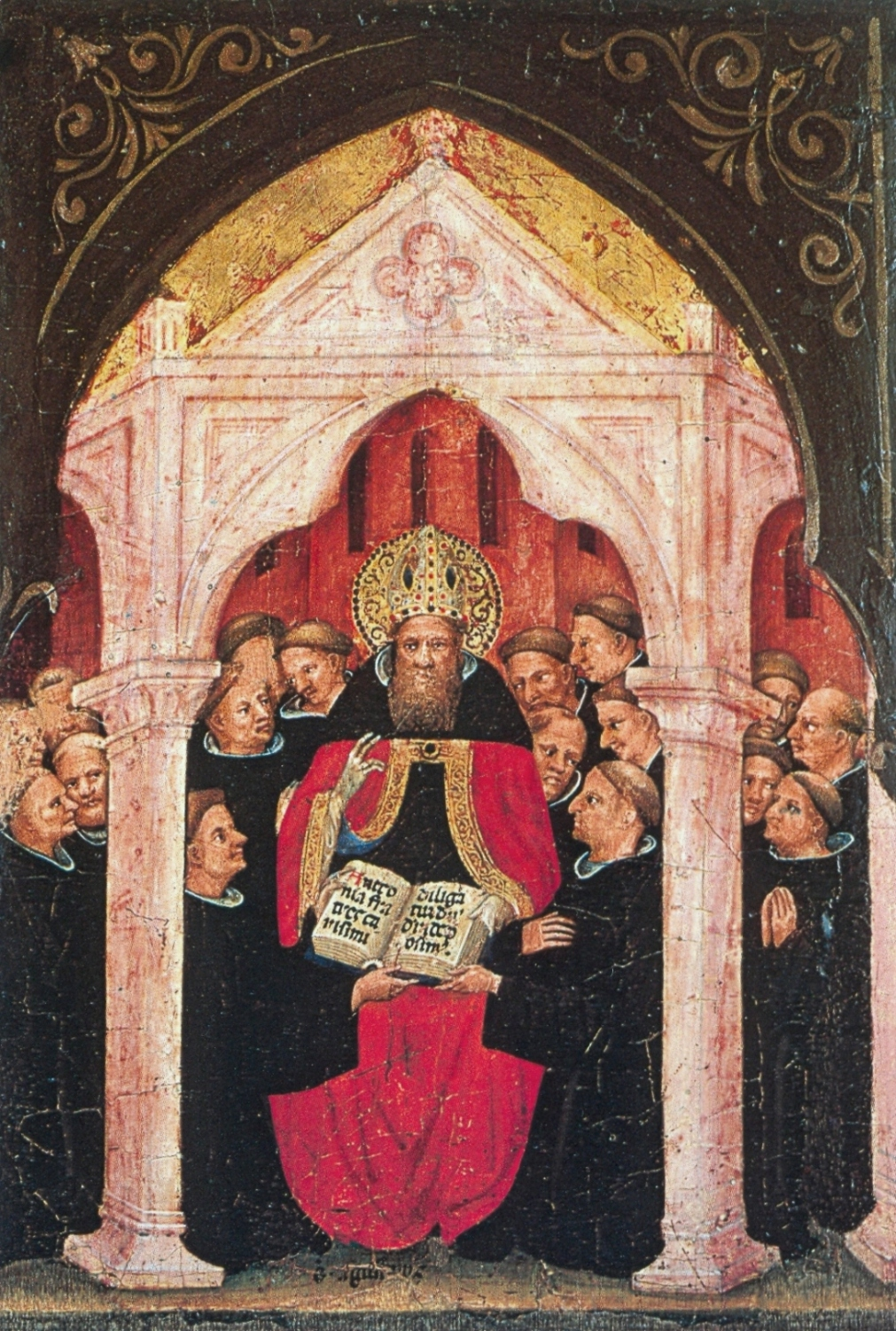
Der hl. Augustinus gibt seinen Anhängern die Regel, ca. 1413–1415, Pinacoteca Vaticana, Rom
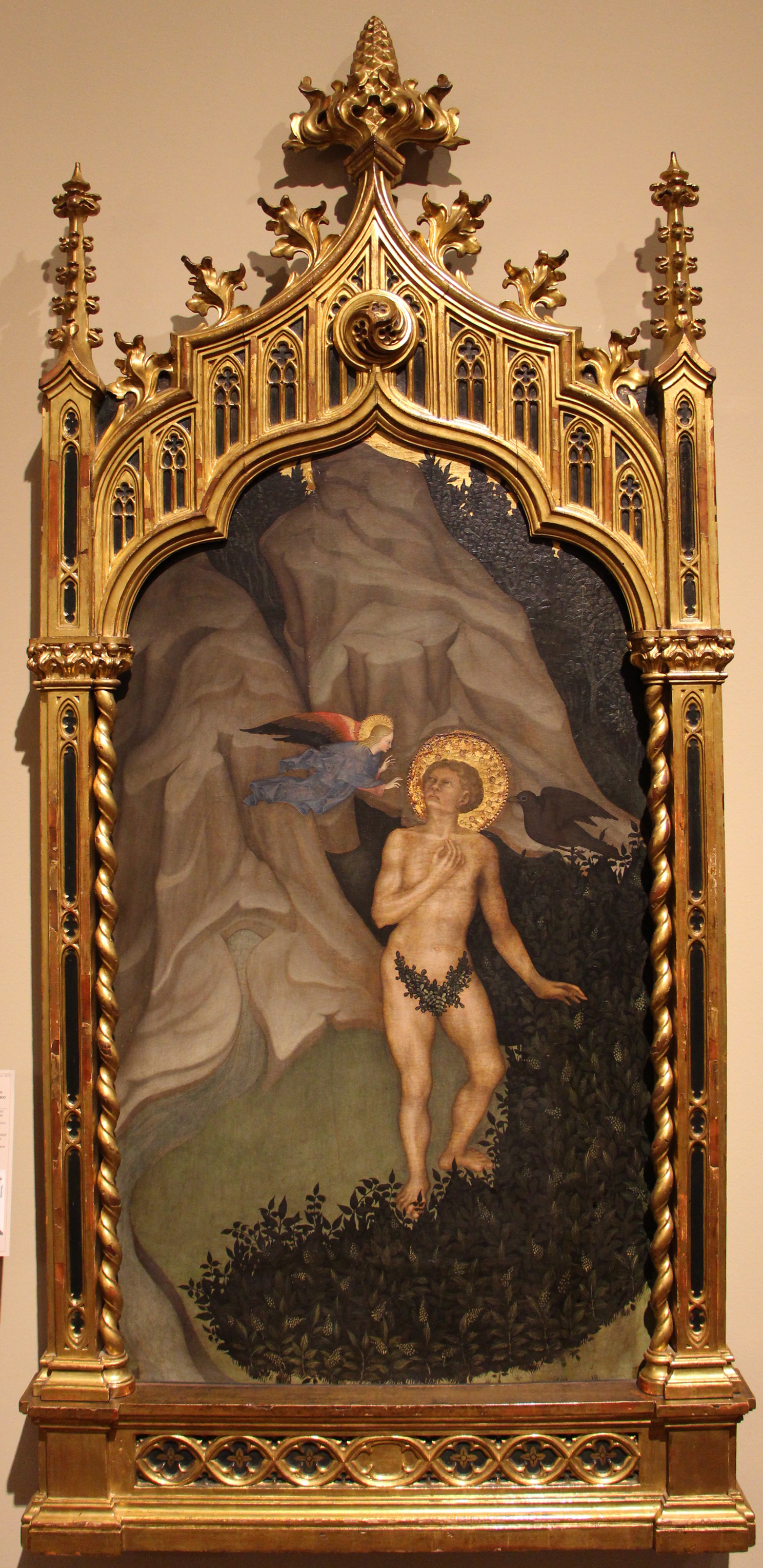
Versuchung des hl. Benedikt in der Einöde von Subiaco, ca. 1415–1420, Museo Poldi Pezzoli, Mailand
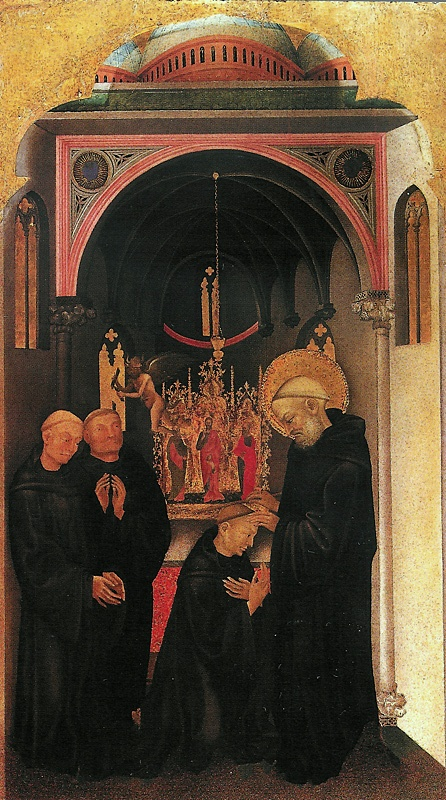
Der hl. Benedikt exorziert einen Mönch, ca. 1415–1420, Uffizien, Florenz
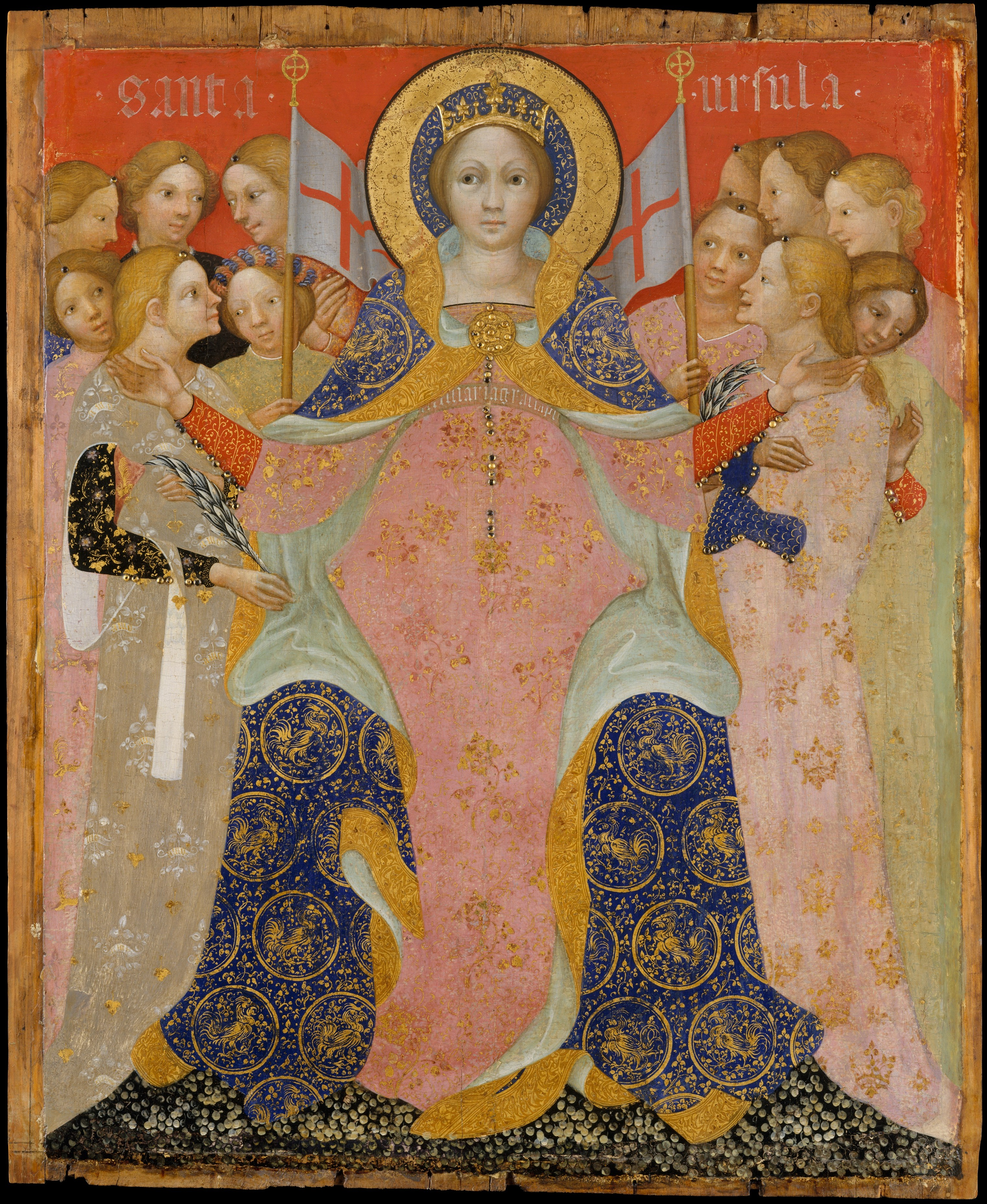
Die hl. Ursula mit ihren Gefährtinnen, um 1420 (?), Metropolitan Museum, New York

## Werkliste

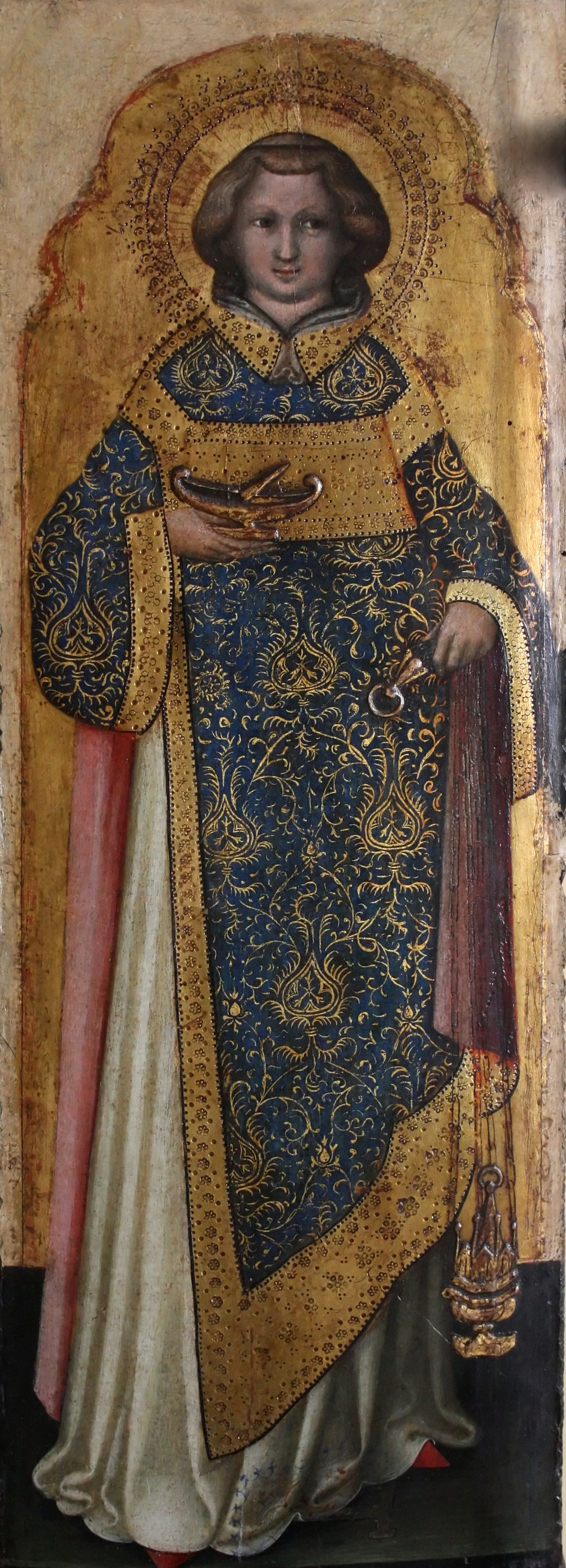
Hl. Laurentius, Accademia, Venedig

Nur wenige Werke von Nicolò di Pietro sind datiert. Die folgende Liste erhebt keinen Anspruch auf Vollständigkeit; sie ist nach stilistischen Erwägungen annähernd chronologisch geordnet.
- Madonna mit Kind und Stifter, 1394, Accademia, Venedig
- Ankunft der Hl. Drei Könige (Arrivo dei Magi), Accademia, Venedig
- Madonna dell’Umiltà, Privatsammlung
- Marienkrönung, Galleria nazionale d’arte antica (Palazzo Barberini), Rom
- Die zwölf Apostel, Galleria nazionale d’arte antica (Palazzo Corsini), Rom.
- Polyptychon, bestehend aus:
  - Madonna mit Kind, Fogg Art Museum, Cambridge
  - Hl. Ludwig von Toulouse und Hl. Nikolaus, Collezione Cini
  - Hl. Johannes der Täufer und Hl. Petrus, in Auktion bei Sotheby’s, London (31. Oktober 1990)
- Kruzifix, 1404, (urspr. für Augustinerinnenkloster) Gemeindekirche, Verucchio (gemeinsam mit Catarino di Andrea Moranzone)
- Madonna zwischen zwei Heiligen, Accademia, Venedig
- Hl. Augustinus, (einst Sammlung Pietro Corsini, New York) 1989 in Auktion bei Sotheby’s, München
- Marienkrönung, Pinacoteca dell’Accademia dei Concordi, Rovigo
- Marienkrönung, Pinacoteca di Brera, Mailand
- Madonna dell’Umiltà, Szépművészeti Múzeum, Budapest
- Geburt und Hochzeit der Jungfrau Maria, Museo del Cenedese, Vittorio Veneto
- Polyptychon (urspr. für Sant‘ Agostino, Pesaro) verteilt in diversen Museen: Pinacoteca civica, Pesaro (die Hl. Paulus, Petrus, Laurentius und Nicola da Tolentino) und Institute of Arts, Detroit (Johannes d. Täufer)
- Legende des Hl. Benedikt (urspr. für das Benediktinerkloster Polirone, Mantua) in diversen Museen: Uffizien, Florenz und Museo Poldi Pezzoli, Mailand
- Hl. Laurentius, Accademia, Venedig
- Hl. Ursula mit ihren Gefährtinnen, Metropolitan Museum, New York
- Segnender Christus, Privatsammlung
- vier Evangelisten, Fresken in der Apsis von Santi Maria e Donato, Murano
- Entwürfe zur Teppichserie Passion Christi, Domschatz von San Marco, Venedig